# Mark Daly (Politiker)

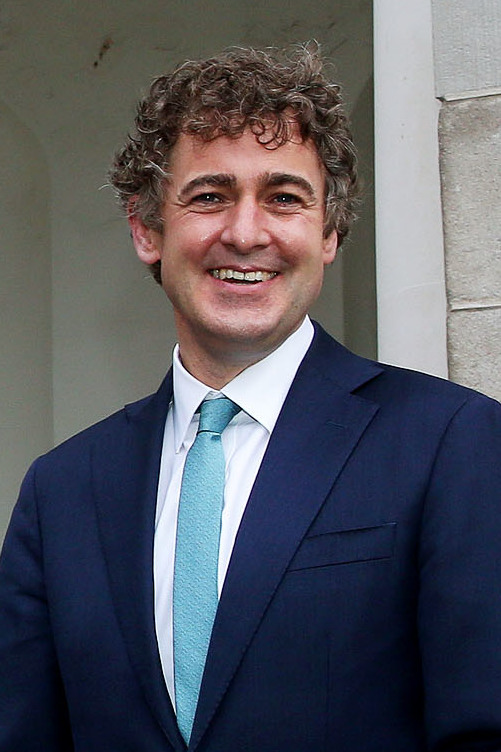
Mark Daly, 2022

Mark Daly (* 12. März 1973 im Cork) ist ein irischer Politiker (Fianna Fáil).
Daly besuchte das Holy Cross College, eine Sekundarschule in Kenmare, County Kerry. Nach Beendigung der Schule studierte er von 1991 bis 1994 am Dublin Institute of Technology in Dublin, erhielt dort sein Diplom in Vermögensbewertung und setzte sein Studium anschließend an der University of Greenwich in London fort, die er von 1994 bis 1995 besuchte. Dort erhielt er einen Bachelor of Science in Betriebsführung.
Von 2001 bis 2002 war Daly als Journalist für den Kingdom Newspaper tätig. Im Jahr 2002 nahm er an der irischen Reality-TV-Spielshow Treasure Island teil.
Im September 2007 wurde er für die Fianna Fáil in den 23. Seanad Éireann über die Verwaltungsliste gewählt. Bereits vor seiner Wahl war Daly politisch aktiv gewesen, unter anderem war er in den 1990er Jahren im Hochschulverband der Fianna Fáil tätig, fungierte von 1991 bis 1994 als Vorsitzender des Jugendverbandes der Fianna Fáil in South Kerry und beteiligte sich in den Jahren 1999 und 2004 an den Wahlkampagnen des irischen Europaabgeordneten Brian Crowley. Bereits Crowleys erste Europawahlkampagne im Jahr 1994 hatte Daly, damals noch als einfacher Helfer, unterstützt.
Im Juni 2020 wurde er zum Cathaoirleach, dem Vorsitzenden des Seanad Éireann, gewählt. Als am 16. September 2022 Jerry Buttimer in diese Funktion einrückte, wurde er zum Leas-Chathaoirleach, dem stellvertretenden Vorsitzenden des Seanad Éireann. Seit dem 12. Februar 2025 ist er erneut Cathaoirleach des Seanad Éireann.